# ترینو کیویلان
ترینو کیویلان (استونیایی: Triinu Kivilaan؛ زادهٔ ۱۳ ژانویهٔ ۱۹۸۹) یک خواننده پاپ اهل استونی است. وی از سال ۲۰۰۶ میلادی تاکنون مشغول فعالیت بوده‌است.
وی که از اعضای گروه وانیلا نینیا بوده است به همراه آن به نمایندگی از کشور سوئیس در مسابقه آواز یوروویژن ۲۰۰۵ شرکت کرده است.

## آهنگ‌شناسی

### آلبوم‌ها
- تاتو آبی (۲۰۰۵) (بخشی از گروه وانیلا نینیا)
- Now and Forever (۲۰۰۸)

### تک آهنگ‌ها
- Home (۲۰۰۸)
- Fallen (۲۰۰۸)
- Be With You (۲۰۰۸)
- Is It Me (۲۰۰۹)